# Efecte Slashdot

Gràfic MRTG d'un generador d'estadístiques de servidor web que mostra un efecte Slashdot moderat en acció

L'efecte Slashdot, també conegut com a slashdotting, es produeix quan un lloc web popular enllaça amb un lloc web més petit, provocant un augment massiu del trànsit. Això sobrecarrega el lloc més petit, cosa que fa que s'alenteixi o fins i tot no estigui disponible temporalment. Això té el mateix efecte que un atac de denegació de servei, encara que sigui accidentalment. El nom prové de l'enorme afluència de trànsit web que resultaria de la connexió del lloc de notícies tecnològiques Slashdot a llocs web. Les circumstàncies originals han canviat, ja que es va informar que el 2005 les multituds instantànies ("flash crowds" en anglès) de Slashdot disminuïen a causa de la competència de llocs similars, com els apareguts en català Puntbarra y en castellà Barrapunto, i de l’adopció general de plataformes d’allotjament en núvol elàsticament escalables. L'efecte s'ha associat amb altres llocs web o metablogs com Fark, Digg, Drudge Report, Imgur, Reddit i Twitter, cosa que ha conduït a termes com "farked" o "drudged", que es troben sota l'"efecte Reddit" o que reben una "abraçada de mort" des del lloc en qüestió. Els Google Doodles, que enllacen amb els resultats de la cerca sobre el tema del "doodle", també generen elevats trànsits a la pàgina de resultats de la cerca. Normalment, els llocs menys robustos no poden fer front a l'enorme augment del trànsit i no estan disponibles –les causes més freqüents són la manca d'amplada de banda de dades suficient, els servidors que no aconsegueixen fer front a l’alt nombre de sol·licituds i les quotes de trànsit. Els llocs que es mantenen en serveis d’allotjament compartit solen fallar quan s'enfronten a l'efecte Slashdot.
Una multitud instantània és un terme més genèric sense utilitzar cap nom específic que descrigui un fenomen de xarxa en què una xarxa o un amfitrió rep de sobte molt trànsit. De vegades, això es deu a l'aparició d'un lloc web en un bloc o en una columna de notícies.

## Terminologia
Segons el Jargon File, el terme "efecte Slashdot" es refereix al fet que un lloc web es fa pràcticament inabastable perquè hi ha massa persones que hi estan arribant després que el lloc fos esmentat en un interessant article sobre el popular servei de notícies Slashdot. Posteriorment es va ampliar per descriure qualsevol efecte similar que apareixia en un lloc popular, similar al terme més genèric, multitud instantània o "flash crowd", que és un terme més adequat.
El terme "flash crowd" va ser encunyat el 1973 per Larry Niven en el seu relat curt de ciència-ficció, Flash Crowd. Va predir que una conseqüència d'un teleportació barata seria una enorme multitud que es materialitzaria gairebé a l'instant als llocs de notícies interessants. Vint anys després, el terme s'utilitzava habitualment a Internet per descriure pics exponencials en l'ús de llocs web o servidors quan supera un cert llindar d'interès popular. Aquest efecte es preveia anys abans el 1956 a la novel·la d'Alfred Bester The Stars My Destination.
L'efecte Reddit també s'ha utilitzat per descriure els esforços de micromecenatge viral, a més de l'augment del trànsit web.

## Causa
Llocs com Slashdot, Digg, Reddit, StumbleUpon i Fark consisteixen en breus articles enviats i un debat auto-moderat sobre cada història. L'enviament típic introdueix una notícia o lloc web d’interès enllaçant-hi. Com a resposta, grans masses de lectors tendeixen a córrer simultàniament a veure els llocs de referència. La continuació de la demanda de pàgines dels lectors pot superar l’amplada de banda disponible del lloc o la capacitat dels seus servidors de respondre i fer que el lloc no s'arribi temporalment.

## Solucions i prevenció
S'han proposat moltes solucions perquè els llocs puguin fer front a l'efecte Slashdot.
Hi ha diversos sistemes que automàticament creen un web mirall de qualsevol pàgina enllaçada amb Slashdot per garantir que el contingut romangui disponible fins i tot si el lloc original no respon. És possible que els llocs que estan rebent multituds instantànies puguin mitigar l'efecte redirigint temporalment les sol·licituds de les pàgines orientades a una d’aquestes rèpliques. Slashdot no replica els llocs als quals enllaça als seus propis servidors, ni proporciona cap solució de tercers. La rèplica de contingut pot constituir una infracció dels drets d’autor i, en molts casos, provocar la pèrdua d’ingressos publicitaris pel lloc objectiu.